# 八角浩司
八角 浩司（やつみ こうじ、1957年7月14日 - ）は、日本の元ラグビー選手。

## プロフィール
- 東京都出身。
- 現役時代のポジションはプロップ(PR)。
- 娘の瑛子はタレント[1]。
- 日本代表通算キャップ数は3でラグビーワールドカップ1987の日本代表に選ばれた[2]。

## 略歴
保善高校卒業後、1976年、トヨタ自動車工業(現・トヨタヴェルブリッツ)に加入。
1986年6月7日に行われたカナダ戦で日本代表初キャップを獲得した。